# Château Lobstein
Pour les articles homonymes, voir Lobstein.
Le château Lobstein est un château de la commune de Ville-sur-Illon du département des Vosges en région Lorraine.

## Histoire
Le château Lobstein doit son nom à son propriétaire initial, Jacques Lobstein (1847-†1931), fils de tonnelier, né à Brumath en Alsace. Il quitte sa région après l'annexion de l'Alsace-Lorraine en 1871 par l'Empire allemand. Il est alors engagé à la "Brasserie de la Cense" à Xertigny comme garçon brasseur où il apprend le métier, puis devient propriétaire de la "Brasserie de L'Hôte" à Ville-sur-Illon en 1877, réputé pour la pureté de ses eaux qui est indispensable à la production de la bière. Les premières fabrications de bière dans le village dataient de 1627. 

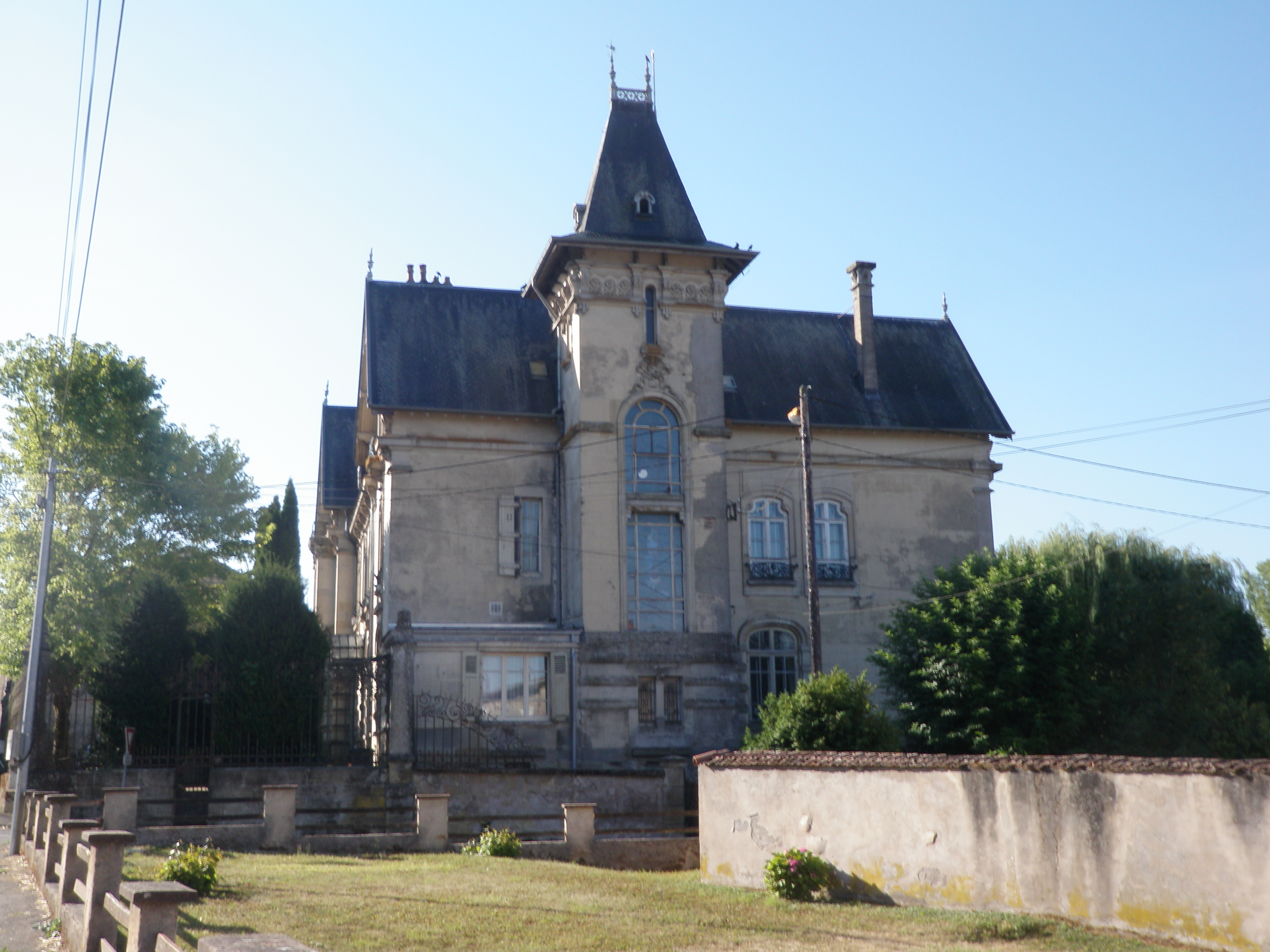
Château Lobstein (façade nord-ouest)

La brasserie nouvellement acquise se révélant trop petite pour se reconvertir au brassage industriel, il crée "la Grande Brasserie & Malterie Vosgienne" en 1887, pour produire la bière et le malt industriellement avec de nouvelles techniques (la production s'arrête en 1956 pour la bière, 1966 pour le malt et 1975 pour les boissons gazeuses).
En 1904, Jacques Lobstein fait construire une maison de maître à proximité de sa brasserie, sur des plans de l'architecte départemental François Clasquin. 
En 1931, son fils René Lobstein hérite de la brasserie et du château jusqu'à son décès en 1964.
Il a été inscrit sur l'inventaire supplémentaire des monuments historiques le 29 juin 1993.

## Description
Le château est d'un style éclectique de la fin du XIXe siècle avec l'influence de l'Art nouveau dans ses décors intérieurs : les verrières ont été créées dans les ateliers du maître verrier Charles Champigneulle et les décors peints à thèmes floraux sont de G. Destin.

## Propriétaires
- Jacques Lobstein (1904-1931)[7].
- René Lobstein (1931-1964), son fils.
- Famille Reichart.
- Famille Ducamp.
- Famille Cordier.
- Walter Gross, propriétaire actuel.

## Distinctions de la commune
Trois lieux de la commune de Ville-sur-Illon portent le nom de la famille Lobstein :
1. la salle polyvalente René Lobstein, construite en 1967, en l'honneur de son ancien maire pendant plus de 30 années (de 1926 à 1959). La salle a été rénovée en 1991[8].
2. le clos Lobstein est un lotissement construit dans les années 1980 à côté de la brasserie et du château.
3. en 2022 la brasserie musée a été sélectionnée par la Mission Stéphane Bern. Cette sélection va permettre de restaurer certaines parties du musée afin d’agrandir le circuit de visite[9].